# San Lucas (gemeente)
San Lucas is een gemeente (municipio) in de Boliviaanse provincie Nor Cinti in het departement Chuquisaca. De gemeente telt naar schatting 33.615 inwoners (2018). De hoofdplaats is San Lucas.